# Bobbili
Bobbili es una ciudad y  municipio situada en el distrito de Vizianagaram en el estado de Andhra Pradesh (India). Su población es de 56819 habitantes (2011). Se encuentra a 47 km de Vizianagaram .

## Demografía
Según el censo de 2011 la población de Bobbili era de 56819 habitantes, de los cuales 28285 eran hombres y 28534 eran mujeres. Bobbili tiene una tasa media de alfabetización del 73,66%, superior a la media estatal del 67,02%: la alfabetización masculina es del 83,74%, y la alfabetización femenina del 69,70%.